# Union Township (comté de Hunterdon, New Jersey)
Pour les articles homonymes, voir Union Township.
Union Township est un township américain situé dans le comté de Hunterdon au New Jersey.

## Géographie
Union Township comprend les localités de Coles Mills, Grandin, Hensfoot, Jutland, Mount Salem, Norton, Pattenburg, Perryville, Polktown, Union et Van Syckle.
La municipalité s'étend sur 20,61 milles carrés (53,38 km2) dont 1,87 mille carré (4,84 km2) d'étendues d'eau.
| Bethlehem Township                      | Bethlehem Township                     | Lebanon Township          |
| Bethlehem Township, Alexandria Township | Union Township                         | Clinton, Clinton Township |
| Alexandria Township                     | Alexandria Township, Franklin Township | Franklin Township         |

## Histoire
Le township d'Union est créé le 17 février 1853 à partir du township de Bethlehem, dont il constituait la partie sud. La ville de Clinton devient une municipalité indépendante (town) du township en 1895.
Le township doit probablement son nom à l'Union Furnace, une usine produisant notamment des balles durant la guerre d'indépendance. Selon d'autres versions, son nom ferait référence à l'« union » de plusieurs communautés ayant donné lieu à sa création.

## Démographie
Lors du recensement de 2010, la population d'Union Township est de 5 908 habitants. Elle est estimée à 5 525 habitants au 1er juillet 2018, en baisse de 6 % par rapport à 2010.
Le revenu par habitant était en moyenne de 45 603 dollars par an entre 2013 et 2017, inférieur à la moyenne du New Jersey (39 069 dollars) et à la moyenne nationale (31 177 dollars). Sur cette même période, 2,7 % des habitants d'Union Township vivaient sous le seuil de pauvreté (contre 10,0 % dans l'État et 11,8 % à l'échelle des États-Unis). Par ailleurs, 93,3 % de ses habitants de plus de 25 ans étaient diplômés d'une high school et 56,1 % possédaient au moins un bachelor degree (contre 89,2 % et 38,1 % au New Jersey, 87,3 % et 30,9 % aux États-Unis).
| Groupe          | Union Township (2017) | New Jersey (2018) | États-Unis (2018) |
| --------------- | --------------------- | ----------------- | ----------------- |
| Blancs          | 83,6                  | 72,0              | 76,5              |
| Afro-Américains | 9,2                   | 15,0              | 13,4              |
| Amérindiens     | 0,0                   | 0,6               | 1,3               |
| Asiatiques      | 4,1                   | 10,0              | 5,9               |
| Océaniens       | 0,0                   | 0,1               | 0,2               |
| Métis           | 1,2                   | 2,3               | 2,7               |
|                 |                       |                   |                   |
| Hispaniques     | 5,9                   | 20,6              | 18,3              |